# Bức xạ

Minh họa về khả năng xuyên qua vật chất rắn của ba loại bức xạ ion hóa khác nhau. Các hạt alpha điển hình (α) bị chặn lại bởi một tờ giấy, trong khi các hạt beta (β) bị chặn lại bởi một tấm nhôm.

Trong vật lý học, bức xạ hay phát xạ là sự lan tỏa hoặc truyền dẫn năng lượng dưới dạng sóng hoặc hạt qua không gian hoặc qua môi trường vật chất. Bức xạ bao gồm:
- Bức xạ điện từ: sóng radio, vi sóng, hồng ngoại, ánh sáng nhìn thấy được, tử ngoại, tia gamma,...
- Bức xạ hạt: bức xạ alpha, bức xạ beta,...
- Bức xạ âm thanh: sóng siêu âm, sóng âm thanh, sóng địa chấn,...
- Bức xạ hấp dẫn: bức xạ dưới dạng sóng hấp dẫn.

Bức xạ thường được phân loại là ion hóa hoặc không ion hóa tùy thuộc vào năng lượng của các hạt bức xạ. Bức xạ ion hóa mang hơn 10 eV, đủ để ion hóa các nguyên tử, phân tử và phá vỡ các liên kết hóa học. Một nguồn phổ biến của bức xạ ion hóa là các vật liệu phóng xạ phát ra bức xạ α, β hoặc γ, tương ứng với hạt nhân heli, electron hoặc positron và photon. Các nguồn khác bao gồm tia X từ chụp X-quang trong y tế, muon, meson, positron, neutron và các hạt khác cấu thành các tia vũ trụ thứ cấp, vốn được tạo ra sau khi các tia vũ trụ sơ cấp tương tác với bầu khí quyển của Trái Đất.

## Bức xạ ion hóa
Bức xạ với năng lượng đủ lớn có thể làm ion hóa các nguyên tử; nghĩa là nó có thể "đánh bật" các electron ra khỏi nguyên tử, tạo ra các ion. Bởi vì các tế bào sống, hay quan trọng hơn là DNA trong các tế bào đó có thể bị tổn hại do quá trình ion hóa này, nên việc tiếp xúc với bức xạ ion hóa sẽ làm tăng nguy cơ ung thư.